# Петропавловка (Гафурийский район)
Петропавловка (баш. Петропавловка) — деревня в Гафурийском районе Республики Башкортостан Российской Федерации. Входит в состав Буруновского сельсовета. 

## География

### Географическое положение
Расстояние до:
- районного центра (Красноусольский): 35 км,
- центра сельсовета (Буруновка): 8 км.

## Население
| 2002 | 2009 | 2010 |
| ---- | ---- | ---- |
| 7    | ↘3   | →3   |

Согласно переписи 2002 года, преобладающая национальность — русские (100 %).